# Phytodietus zebra
Phytodietus zebra är en stekelart som beskrevs av Loan 1981. Phytodietus zebra ingår i släktet Phytodietus och familjen brokparasitsteklar. Inga underarter finns listade i Catalogue of Life.